# 茶の湯 (落語)
茶の湯（ちゃのゆ）は、古典落語の演目の一つ。

## 概要
原話は、1806年（文化3年）に出版された笑話本『江戸嬉笑』の一編「茶菓子」。このほか、講談の演目『関ヶ原合戦記』のうちの一段「福島正則の荒茶の湯（上方では「荒大名の茶の湯」とも）」が下敷きとされる。なお、「荒大名の茶の湯」は、同じ演題で上方落語に移植されて『茶の湯』とは別に演じられている。
主な演者として、東京の3代目三遊亭金馬、6代目三遊亭圓生、10代目柳家小三治ら、上方の2代目桂歌之助らが知られる。

## あらすじ
大店（おおだな＝大きな商家）の元店主（以下、隠居）は、家督を息子にゆずり、小僧の定吉をともなって郊外（東京では根岸）で暮らし始めたが、毎日することがなく、退屈をしている。隠居は「退屈しのぎに、完備されていたものの放置していた茶室と茶道具を使って、試しに茶の湯をやってみよう」と定吉に提案する。隠居は茶の湯のことを何も知らなかったが、定吉に対し知ったかぶりを決め込み、抹茶のことを「何といったか、あの青い（＝緑色の）粉があれば始められる」と言って、定吉に買いに行かせる。
定吉が乾物屋で買ってきたのは抹茶ではなく青きな粉（＝青大豆を原料にしたきな粉）だったが、隠居は「そう、それだ」と言って道具を用意する。隠居は茶の湯について出まかせの説明をしながら、炭を山積みにした炉で火をもうもうと起こし、茶釜を火にかけて湯を沸かし、青きな粉を釜の中に放り込んでかき混ぜ、どんぶりに注いで、茶筅でかき回してみる。しかし、ふたりが考えていたような、泡立った茶にはならない。隠居は「思い出した。何か泡の立つものが必要だったのだ」と言い、定吉をふたたび走らせてムクの皮の粉（＝植物由来の石鹸）を買って来させ、茶釜に加えてみる。どんぶりに注ぐと、今度はイメージしたような姿の茶になったのでふたりは喜び、飲んでみるが、たちまち腹をこわし、雪隠(便所)と寝床を行ったり来たりするようになる。
ふたりはこうした間違った茶の湯で体調を崩しているうちに、茶会を催して見せびらかしたくなり、隠居の持つ長屋に住む豆腐屋、鳶頭（かしら。あるいは大工の棟梁とも）、そして手習いの教師を手紙で招待する。手紙を受け取った豆腐屋と鳶頭は、堅苦しい作法ごとを嫌うあまりに夜逃げを考えるが、思い直し、元武士であり、作法に通じていると見込んだ教師邸に相談に出向くが、教師もまた荷造りを決行している。3人は仕方なく、意を決して隠居宅へ出向く。
隠居が茶室で青きな粉とムクの皮の茶をたて、長屋の3人にどんぶりを回していく。洗剤まがいの液体を口に含んで、3人は順に驚愕し、閉口するが、飲み込まずに戻すことで、飲んだふりをして何とか切り抜ける。開催が繰り返されるうち、ようかんなどの茶菓子だけは上等でうまいものである、ということが明らかになって、町じゅうの者がこぞって参加し、みんな茶を飲むふりをしては菓子ばかり食べ、あげくの果てには菓子を懐に大量にくすねるようになる。
隠居は次第に、菓子代の支払がかさむようになって困り果て、茶菓子も自前で作ることにする。隠居は茶の湯同様に、菓子の作り方も知らなかったが、とりあえず大量のサツマイモを蒸してすりつぶし、糖蜜（あるいは黒蜜）を練りこみ、猪口（あるいは茶碗）を型に使って形を整える。しかし粘りがあるため、型から抜くことができない。隠居は考えた結果、型にあらかじめ行灯用のともし油を塗る方法を考案した。こうしてできたものを隠居は「利休まんじゅうもしくは琉球饅頭」とし、菓子屋の菓子に代えて客にふるまいはじめるが、とうとう茶会の招待に応じる者がひとりもいなくなる。
そんな中、遠方に住む隠居の知人（東京では金兵衛）が隠居宅を訪ね、例の茶とまんじゅうを出される。知人はこれまでの経緯を知らずに茶とまんじゅうを口に入れたために困り果て、まんじゅうだけはすきを見て捨てようと考えるが、庭は掃除が行き届いており、思うにまかせない。知人はまんじゅうをたもとに入れて雪隠に逃げ込むと、窓から建仁寺垣越しに畑（あるいは田んぼ）が見えたため、そこへ投げ捨てる。
まんじゅうは、畑で作業をしている農夫の顔に当たり、へばり付く。農夫は「なんだ!」と驚いたあと、つぶやく。
「ああ、また茶の湯か」

## バリエーション
- 東京では、茶道具の正式名称を知らない隠居が、滑稽な名前を付けて呼ぶ演じ方をとる。

## エピソード
- 「長屋の者が夜逃げを考える」というシーンは6代目圓生の工夫である。